# 迪克西縣 (佛羅里達州)
迪克西縣（英語：Dixie Country）是位於美國佛羅里達州北部的一個縣，西臨墨西哥灣。面積2,237平方公里。根據美國2020年人口普查，共有人口13,827。縣治十字城（Cross City）。
成立於1921年4月25日。縣名是對美國南部的綽號之一。